# Shinji Yamaguchi
Shinji Yamaguchi (født 26. april 1996) er en japansk fodboldspiller, som spiller for den japanske fodboldklub Vissel Kobe.